# 치리아코 스포르차
치리아코 스포르차(독일어: Ciriaco Sforza, 1970년 3월 2일 ~ ) 은 은퇴한 스위스의 축구 선수이자, 현 축구 지도자다. 현역 시절 포지션은 수비형 미드필더와 스위퍼였다.

## 바이오그래피
그는 선수시절 카이저슬라우테른과 바이에른 뮌헨의 선수로 활약한 것으로 알려져 있다. 스포르차는 스위스 축구 국가대표팀 일원으로 94 월드컵과 유로 96에 참가하였다.

## 경력
스위스 볼렌 출신으로, 스포르차는 고향 클럽인 FC 볼렌에서 경력의 첫장을 열었다. 그는 1989년에 FC 아라우로 이적하여, 해설자와 팬들에게 인상을 심었다. 스포르차는 이후 스위스 슈퍼리그의 명문 클럽인 그라스호퍼로 이적하여 성공적인 세 시즌을 보냈다. 1990-91 시즌, 그라스호퍼는 스위스 슈퍼리그 챔피언이 되었고, 그에 따라 스포르차는 1991년 8월에 스위스 축구 국가대표팀 데뷔전을 치루었다. 1993년, 그는 독일의 카이저슬라우테른으로 이적하며 해외생활을 시작하였다.
스포르차는 카이저슬라우테른의 지도자적인 선수로, 분데스리가 최고의 미드필더로 각광받았다. 카이저슬라우테른에서의 두 시즌 후, 그는 1995년에 독일 명문 바이에른 뮌헨에 영입되었다. 스포르차는 같은 시기에 독일의 슈퍼스타인 위르겐 클린스만과 바이에른에 영입되었다. 작은 마을의 카이저슬라우테른과 달리, 바이에른은 스타 집합소였다. 스포르차는 클린스만과 팀 주장 로타어 마테우스와 마찰을 빚었다. 또한 많은 스캔들이 캐내에져 왜 FC 바이에른이 FC 할리우드인지를 알게 되었다. 바이에른에서 스포르차는 1996년 UEFA 컵을 획득하였으나, 두 시즌간 리그에서 무관에 그쳤다.
스포르차는 FC 바이에른 정착에 어려움을 겪은 뒤, 한 시즌만에 이탈리아로 건너갔다. 그는 인터 밀란으로 이적하여 전 스위스 축구 국가대표팀 감독 로이 호지슨과 재회하였다. 스포르차는 인테르나치오날레에서도 문제를 겪었고, 그 결과 그는 주로 벤치에 머물렀다. 그는 또다시 한 시즌만에 이적을 감행하였고, 그에 따라 그는 2 분데스리가에서 갓 승격한 친정팀 카이저슬라우테른에 복귀하였다. 1997-98 시즌, 그는 친정팀 복귀 이후 즉시 인상적인 맹활약을 펼쳤다. 비록 카이저슬라우테른은 이 시즌에 승격된 팀이었으나, FC 바이에른을 따돌리고 리그 우승 타이틀을 가져갔다. 스포르차는 이후 두시즌 더 카이저슬라우테른에 머물러, 팬들의 인기를 얻었다.
2000년, 그는 바이에른 뮌헨에 또다시 이적하였다. 그는 또다시 인상적인 활약을 해내지 못하였고, 주로 벤치에 머물렀다. FC 바이에른은 다수의 스타 선수들이 출전 기회를 위해 경쟁하고 있었다. 그리고 바이에른은 2000-01 시즌에 UEFA 챔피언스리그와 분데스리가 우승을 거두었다. 그는 바이에른에서의 2시즌 후, 카이저슬라우테른으로 2002년에 복귀하였고, 그는 이곳에서의 3기를 시작하였다. 스포르차의 한팀 3기는 분데스리가에서는 그 예를 찾아볼 수 없다. 그는 노쇠화와 잦은 부상으로 이전만큼 활약하지 못하였고, FCK는 강등을 간신히 피하였다. 그러나, 그는 2005년 10월에 스쿼드에서 제외되었고, 클럽은 난관에 봉착하였다. 그는 이 시즌 말인 2006년 여름에 은퇴하였다.

## 국가대표팀
스포르차는 스위스 축구 국가대표팀 감독이었던 로이 호지슨에 의해 1994년 FIFA 월드컵에 참가하였다. 그는 소속팀 바이에른 뮌헨에서 부진했음에도 불구하고 잉글랜드에서 열린 유로 96에도 차출되었다. 특히 유로 96 대회에서는 스위스 대표팀의 부주장으로 참가했었다.

### 국가대표팀 득점 기록
아래의 점수에서 왼쪽의 점수가 스위스의 점수이다.
| #  | 날짜             | 경기장                         | 상대       | 점수 | 최종결과 | 대회                    |
| -- | ---------------- | ------------------------------ | ---------- | ---- | -------- | ----------------------- |
| 1. | 1992년 8월 16일  | 카드리오르그 경기장, 탈린      | 에스토니아 | 6–0  | 6–0      | 1994년 FIFA 월드컵 예선 |
| 2. | 1992년 11월 18일 | 방크도르프슈타디온, 베른       | 몰타       | 3–0  | 3–0      | 1994년 FIFA 월드컵 예선 |
| 3. | 1994년 3월 9일   | 네프슈타디온, 부다페스트       | 헝가리     | 1–0  | 2–1      | 친선경기                |
| 4. | 1994년 10월 12일 | 방크도르프슈타디온, 베른       | 스웨덴     | 3–2  | 4–2      | UEFA 유로 1996 예선     |
| 5. | 1995년 10월 11일 | 하트투름, 취리히               | 헝가리     | 2–0  | 3–0      | UEFA 유로 1996 예선     |
| 6. | 1996년 3월 13일  | 스타드 요지 바르텔, 룩셈부르크 | 룩셈부르크 | 1–1  | 1–1      | 친선경기                |
| 7. | 1996년 10월 6일  | 올림픽 경기장, 헬싱키          | 핀란드     | 2–0  | 3–2      | 1998년 FIFA 월드컵 예선 |

## 감독 경력
스포르차는 FC 루체른의 감독이 되었으나 2년 정도만에 경질되었다. 2009년 6월 9일, 그는 그라스호퍼 클럽 취리히의 신임 감독이 되었고, 2011년 6월 30일에 연장계약을 체결하였다.

## 수상
그라스호퍼
- 1990-91 스위스 슈퍼리그 우승

 인테르나치오날레
- 1996-97 UEFA컵 준우승

 카이저슬라우테른
- 1997-98 분데스리가 우승

 바이에른 뮌헨
- 1995-96 UEFA컵 우승
- 2000-01 분데스리가 우승
- 2000-01 UEFA 챔피언스리그 우승
- 2001년 인터콘티넨털컵 우승

개인
- 1992-93 스위스 축구 협회 올 시즌의 선수
- 1999년 스위스 올해의 선수상